# Estadio Francisco Micheli
Estadio Francisco Micheli – stadion piłkarski znajdujący się w mieście La Romana na Dominikanie. Posiada nawierzchnię trawiastą. Może pomieścić 2000 osób. Swoje mecze rozgrywa na nim klub Delfines Del Este FC.